# Daisy Town (Comic)
Daisy Town ist ein Album der Comicserie Lucky Luke. Es wurde von Morris gezeichnet und von René Goscinny getextet und erschien erstmals 1983. Es ist die Comicversion des Zeichentrickfilmes Lucky Luke von 1971.

## Handlung
Im neugegründeten Städtchen Daisy Town ist Gewalt an der Tagesordnung. Lucky Luke wird beauftragt, als Sheriff Ordnung in das Chaos zu bringen. Dies gelingt sehr gut, und auch die Daltons können nach einem Duell aus der Stadt befördert werden. Aus Rache versucht Joe Dalton, die Indianer zum Kampf gegen die Stadt zu gewinnen. Nach einem Kampf kommt es zu Verhandlungen, bei denen der Häuptling Anteile der Gewinne der Siedler für sich beanspruchen kann. Schließlich wird Lucky Luke in einer Rede seines Verhandlungsgeschickes gewürdigt.

## Veröffentlichung
Die Geschichte erschien erstmals 1983 in der französischen Wochenzeitung La Vie und als Album bei Dargaud. In Deutschland erschien das Album 1984 beim Delta Verlag als 40. Band der Reihe.

## Charaktere
Die Daltons: Joe, William, Jack und Averell. Sie versuchen, einen wichtigen Posten zu bekommen, um die Stadt zu leiten, werden aber von Lucky Luke verjagt. Um sich zu rächen, gehen sie zu den Indianern, so dass es zu einem Krieg zwischen ihnen und den Bewohnern von Daisy Town kommt.
Indianer: Beginnen einen Krieg gegen die „Bleichgesichter“.
Der Bürgermeister: Überredet Lucky Luke, in seiner Stadt zu bleiben, um für Ordnung zu sorgen.
Bones: Der Leichenbestatter, der sich immer über die Streitigkeiten freut, die ihm seine „Kundschaft“ bringen.